# Clarias anfractus
Clarias anfractus is een straalvinnige vissensoort uit de familie van de kieuwzakmeervallen (Clariidae). De wetenschappelijke naam van de soort is voor het eerst geldig gepubliceerd in 1999 door Ng.